# Hydractinia aculeata
Hydractinia aculeata is een hydroïdpoliep uit de familie Hydractiniidae. De poliep komt uit het geslacht Hydractinia. Hydractinia aculeata werd in 1833 voor het eerst wetenschappelijk beschreven door Wagner. 